# Apanteles nemesis
Apanteles nemesis är en stekelart som beskrevs av Nixon 1965. Apanteles nemesis ingår i släktet Apanteles och familjen bracksteklar. Inga underarter finns listade i Catalogue of Life.